# Против Фениппа об обмене имуществом
«Против Фениппа об обмене имуществом» (др.-греч. πρὸς Φαίνιππον περὶ Ἀντιδόσεως) — судебная речь древнегреческого оратора Демосфена, сохранившаяся в составе «демосфеновского корпуса» под номером XLII. Была произнесена предположительно в 328 или 327 году до н. э. 
Демосфен написал эту речь для неизвестного по имени афинянина, подавшего иск против Фениппа. Заказчик речи принадлежал к 300 богатейшим членам симмории (общества, созданного для совместного исполнения государственных повинностей), но обеднел и предложил, чтобы Фенипп занял в симмории его место. Тот отказался, сославшись на большие долги; тогда и был подан иск.
Речь является основным источником данных о существовавшей в Афинах процедуре обмена имуществом. Некоторые античные авторы высказывали сомнения в авторстве Демосфена.